# George Fairbairn
George Eric Fairbairn (Melbourne, 18 agosto 1888 – Bailleul, 20 giugno 1915) è stato un canottiere britannico, nato in Australia.

## Carriera
Ha vinto la medaglia d'argento olimpica nel canottaggio alle Olimpiadi 1908 tenutesi a Londra, nella gara di Due senza maschile con Philip Verdon.